# Heiligenmühle (Leinburg)

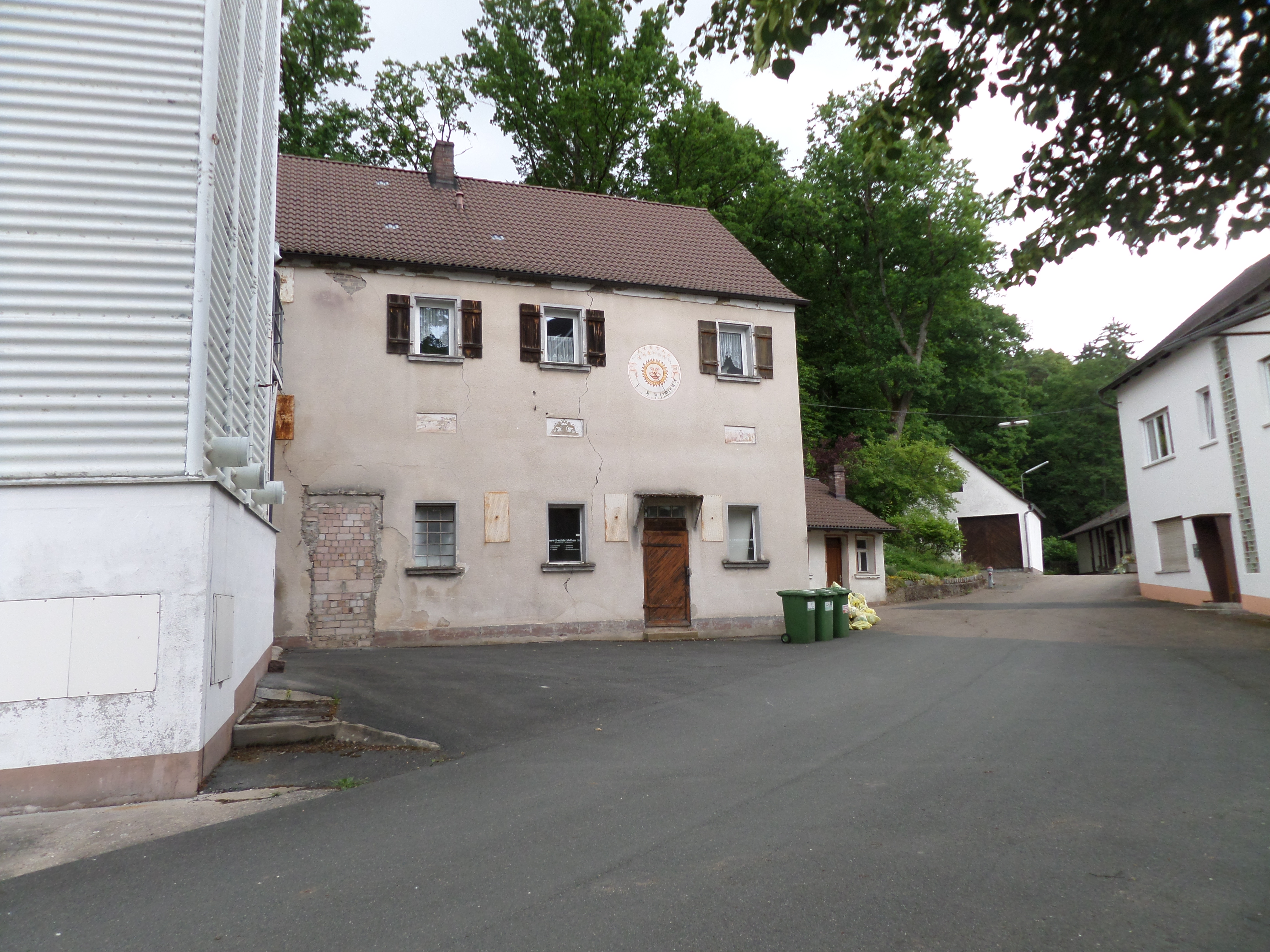
Das Mühlengebäude der Ortschaft

Heiligenmühle ist ein Gemeindeteil der Gemeinde Leinburg im Landkreis Nürnberger Land (Mittelfranken, Bayern). Heiligenmühle liegt in der Gemarkung Leinburg.

## Geografie
Die Einöde liegt am Haidelbach. Im Süden grenzt die Staatsforst Leinburg an. Westlich des Ortes gibt es einen Campingplatz. Eine Gemeindeverbindungsstraße führt nach Leinburg zur Staatsstraße 2240 (0,9 km nördlich) bzw. zur Fuchsmühle (1,3 km westlich).

## Geschichte
Mit dem Gemeindeedikt (frühes 19. Jahrhundert) wurde Heiligenmühle dem Steuerdistrikt Leinburg und der Ruralgemeinde Leinburg zugewiesen.

## Ehemaliges Baudenkmal
- Zur Mühle gehörige Scheune, Sandsteinquader, mit beiderseitigem Fachwerkgiebel (K-Streben, profilierte Andreaskreuze) und Aufzugluken; am Torsturz bezeichnet „IP“ (=Johann Pack) „1766. IO.“[7]